# Rentiesville (Oklahoma)
Rentiesville es un pueblo ubicado en el condado de McIntosh en el estado estadounidense de Oklahoma. En el año 2010 tenía una población de 128 habitantes y una densidad poblacional de 28,44 personas por km².

## Geografía
Rentiesville se encuentra ubicado en las coordenadas 35°31′31″N 95°29′31″O / 35.52528, -95.49194 (35.525301, -95.491950).

## Demografía
Según la Oficina del Censo en 2000 los ingresos medios por hogar en la localidad eran de $23,750 y los ingresos medios por familia eran $31,250. Los hombres tenían unos ingresos medios de $6,250 frente a los $36,250 para las mujeres. La renta per cápita para la localidad era de $21,862. Alrededor del 24.4% de la población estaban por debajo del umbral de pobreza.